# Limnophora innocua
Limnophora innocua är en tvåvingeart som beskrevs av Malloch 1928. Limnophora innocua ingår i släktet Limnophora och familjen husflugor. Inga underarter finns listade i Catalogue of Life.